# Pietro Villanis
Pietro Paolo Villanis (Torino, ... – Torino, 20 aprile 1859) è stato un avvocato italiano, sindaco di Torino nel 1841.

## Biografia
Sposò Cleofe Scarrone di Revigliasco.
Decurione della Città di Torino, nel 1841 fu eletto Sindaco di seconda classe, in quanto non di famiglia nobile. Fu anche ufficiale dell’Ordine Mauriziano e condirettore dell’opera pia di san Luigi, sanatorio dedicato alla cura delle malattie polmonari. 
La figlia Giuseppina sposò l’avvocato Riccardo Sineo, esponente del liberalismo piemontese, che fu anch'egli decurione della città di Torino nonché deputato. )